# Sun Luban
Sun Luban, född före 229, död efter 258, var en kinesisk prinsessa från De tre kungadömenas tid i Kina. Hon var dotter till kejsar Sun Quan och Bu Lianshi och syster till kejsar Sun Liang av Östra Wu. Hon är känd för de många intriger hon var inblandad i under sin brors regeringstid.

## Biografi
Sun Luban var gift med general Quan Cong (d. 249). Hon gav sin far stöd då han ersatte hennes äldre halvbror Sun He som kronprins med hennes yngre halvbror Sun Liang.
Fadern avled 252 och hennes bror besteg tronen med Zhuge Ke som regent. Denne störtades 253 och hennes älskare Sun Jun blev hennes brors regent. Paret fick sedan hennes bror ex-kronprins Sun He och hennes syster prinsessan Sun Luyu avrättade.
Sun Lubans älskare avled 256 och efterträddes av Sun Chen som hennes brors regent. Hennes bror Sun Liang iscensatte år 258 en kupp för att avrätta sin förmyndare, med hennes stöd. Kuppen misslyckades och ledde till att Sun Liang avsattes och avrättades. Sun Luban förvisades då till Yuzhang; det är okänt vad som skedde med henne efter detta.